# Chaetoclusia furva
Chaetoclusia furva är en tvåvingeart som beskrevs av Lonsdale och Marshall 2006. Chaetoclusia furva ingår i släktet Chaetoclusia och familjen träflugor. Inga underarter finns listade i Catalogue of Life.